# Eric Faye
Eric Faye (Limoges, 3 de diciembre de 1963) es un periodista y escritor francés, Gran Premio de Novela de la Academia Francesa 2010 por La intrusa.

## Biografía
Eric Faye, periodista de la agencia de prensa Reuters, publicó sus dos primeros libros en 1991: un ensayo sobre Ismail Kadare y un compendio de entrevistas con este escritor. Sacó al año siguiente su primera ficción, El general Soledad (Le Général Solitude), una nouvelle, en la revista Le Serpent à Plumes, que tres años más tarde desarrollaría en una primera novela epónima. En 1998, su conjunto de nouvelles fantásticas, Soy el guardián del faro (Je suis le gardien du phare), obtuvo el Premio de los Deux Magots. 
Su obra se divide entre nouvelles —a menudo de carácter absurdo o impregnadas de lo fantástico—, novelas —entre ellas, la de anticipación Cruzero en mar de lluvias, o  La intrusa, ambas premiadas— y ensayos y relatos, entre los cuales figura Mis trenes de noche, inspirados en los viajes a través Asia y Europa.
Dirigió un número sobre Kafka, (Autrement, 1996) y tomó parte en la edición de las obras de Kadare en las ediciones Fayard.

## Obra
- Ismail Kadaré, Prométhée porte-feu, ensayo, 1991
- Conversaciones con Ismail Kadare, 1991
- Dans les laboratoires du pire, ensayo, 1993
- Le Général Solitude, Beca Cino Del Duca, novela, 1995
- Le Sanatorium des malades du temps, ensayo, 1996
- Parij, novela, 1997
- Je suis le gardien du phare, nouvelles, 1997
- Le Mystère des trois frontières, novela, 1998
- Croisière en mer des pluies, novela, 1999
- Les Lumières fossiles et Autres Récits, nouvelles, 2000
- Les Cendres de mon avenir, novela, 2001
- Quelques nobles causes pour rébellions en panne, 2002
- La Durée d'une vie sans toi, novela, 2003
- Mes trains de nuit, relato, 2005
- Un clown s'est échappé du cirque, nouvelles, 2005
- Le Syndicat des pauvres types, novela, 2006
- Billet pour le pays doré, nouvelle, 2007
- Passager de la ligne morte, nouvelle, 2008
- L'Homme sans empreintes, novela, 2008
- Nous aurons toujours Paris, relato, 2009
- Quelques nouvelles de l'homme, Illust. Laurent Dierick, nouvelles, 2009
- Nagasaki, novela, 2010  — La intrusa, trad.: José Antonio Soriano Marco, Salamandra, 2013
- Nuit du verdict, 2010
- En descendant les fleuves, con Christian Garcin, relato, 2011
- Devenir immortel, et puis mourir, 2012
- Somnambule dans Istanbul, 2013
- Malgré Fukushima, journal japonais, 2014
- Une si lente absence (Moscou-Pékin), 2014
- Il faut tenter de vivre, ed. Stock, ISBN 978-2-234-07801-7 2015
- Éclipses japonaises , Le Seuil, ISBN 978-2-02-131849-4 2016

## Premios y reconocimientos
- Premio Quartier Latin 1997 por Parij
- Premio de los Deux Magots 1998 por Je suis le gardien du phare
- Premio Unesco-Françoise Gallimard 1999 por Croisière en mer des pluies
- Premio François-Billetdoux 2008 L'Homme sans empreintes
- Gran Premio de Novela de la Academia Francesa 2010 por Nagasaki (La intrusa)